# Histoire du Vermont
L'histoire du Vermont est différente de celle des premiers États ayant formé les États-Unis à l'issue de la guerre d'indépendance des États-Unis. Son territoire, proche géographiquement du Canada, alors anglais, était l'objet de disputes entre les colonies anglaises de la côte. Le contrôle de Fort Ticonderoga, point de portage important stratégique sur les routes commerciales entre le bassin de l'Hudson, contrôlé par les Britanniques, et le bassin du Saint-Laurent, contrôlé par les Français. Surnommé « la clef du continent », a permis au Vermont de négocier avec les Anglais pendant, la guerre d'indépendance des États-Unis, ce qui explique qu'il ne soit devenu qu'en 1791, le 14e État de l'Union, le premier à s'ajouter aux treize fondateurs.

## L'époque franco-canadienne

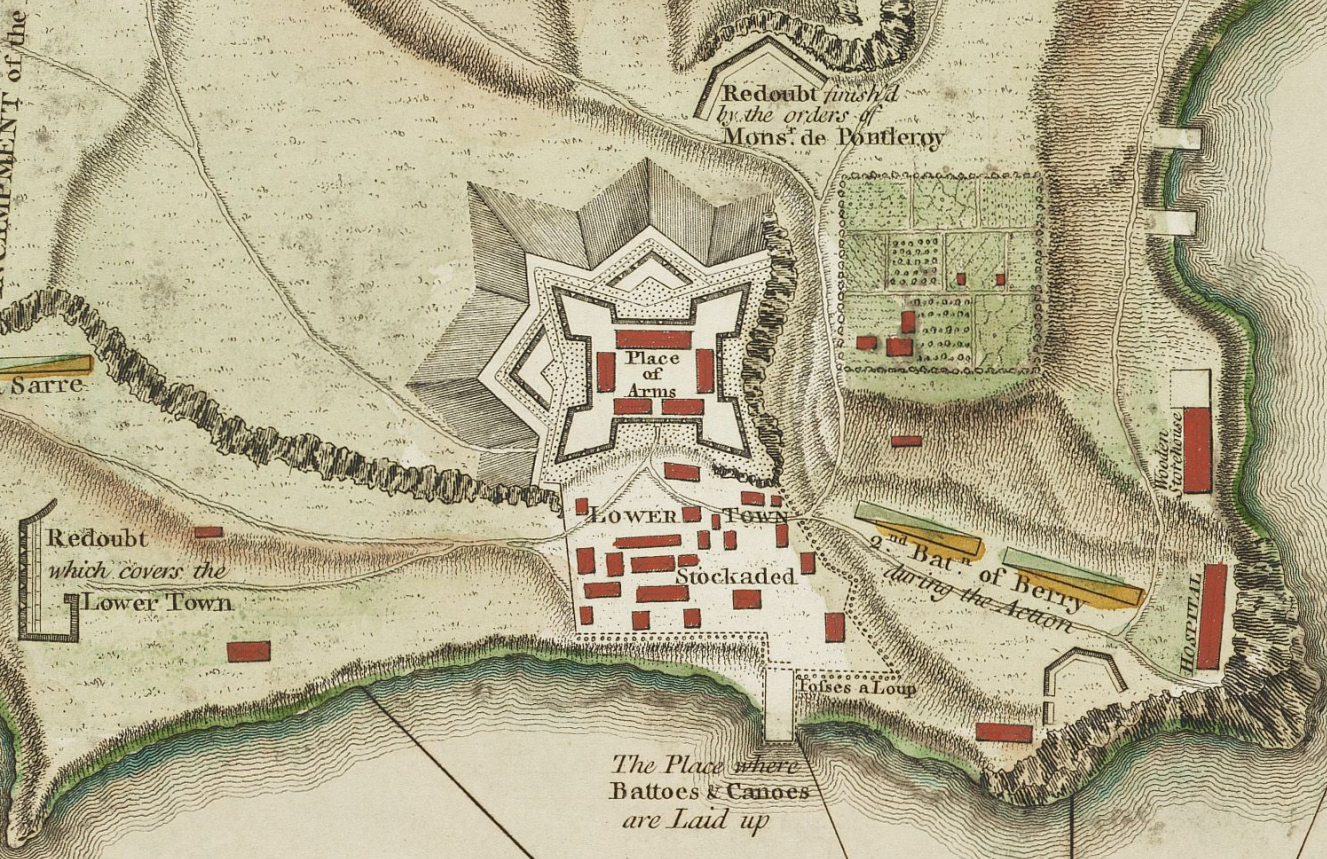
Plan du Fort Carillon et de la ville en 1758

La région est explorée pour la première fois en 1609, par le Français Samuel de Champlain, lorsqu'elle est encore peuplée par les Algonquins. Les français s'installent dans le nord, autour du lac Champlain. Ils bâtissent en 1666 le Fort Sainte-Anne (Vermont), sur une de ses îles, l’île La Motte, afin de protéger le Canada des attaques des Iroquois.
Trois des cinq nations iroquoises avaient accepté la paix à Québec, fin 1665, mais les deux autres, les Agniers et les Onneiouts seront pourchassés à l'automne de 1666 par 1 200 hommes, envoyés par le gouverneur Daniel Rémy de Courcelle et renforcés par des Hurons et des Algonquins. Les Agniers s'enfuient dans la forêt et une paix est établie en 1667 avec les deux dernières nations. Mais la paix ne dure que 17 ans et le Fort Sainte-Anne (Vermont) des français s'avère vulnérable aux attaques des Iroquois.

## La colonie du Massachusetts fonde son fort en 1724

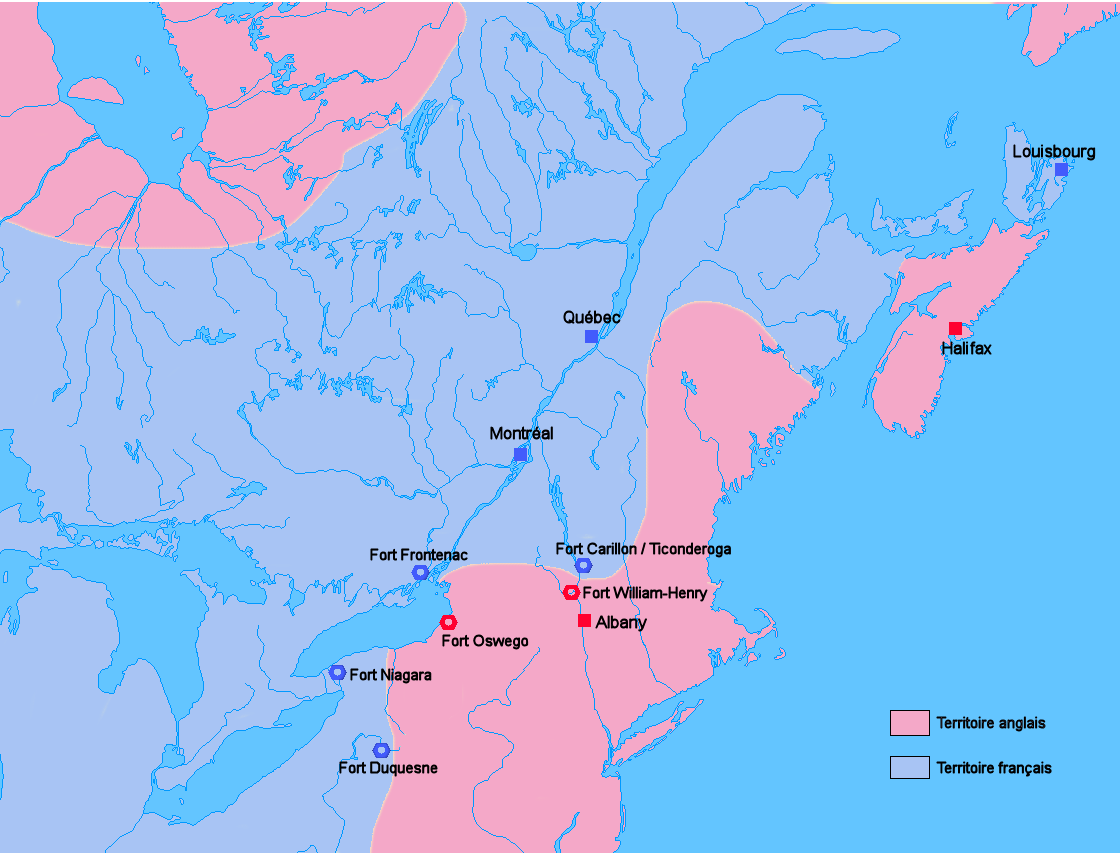
Localisation des forts au XVIIIe siècle.

Un demi-siècle plus tard, les Britanniques s'établissent de leur côté à Fort Dummer, à l'endroit où est maintenant située la ville de Brattleboro, sur la rive ouest du fleuve Connecticut, dans le sud-est du Vermont. Cette première colonie anglaise du Vermont est fondée en 1724, pendant la guerre anglo-wabanaki, par la milice coloniale de la Province de la baie du Massachusetts du Lieutenant Timothy Dwight, qui donne au fort le nom du gouverneur William Dummer. La région était occupée par les Abénaquis dont le chef Gray Lock venait de la région de la baie Missisquoi en Nouvelle-France. Douze canons et 55 hommes (43 soldats anglais et 12 Mohawks) sont protégés par une palissade en bois de 17 par17 mètres, qui a résisté à l'attaque de soixante-dix Abénaquis le 11 octobre 1724.

## La guerre de sept ans

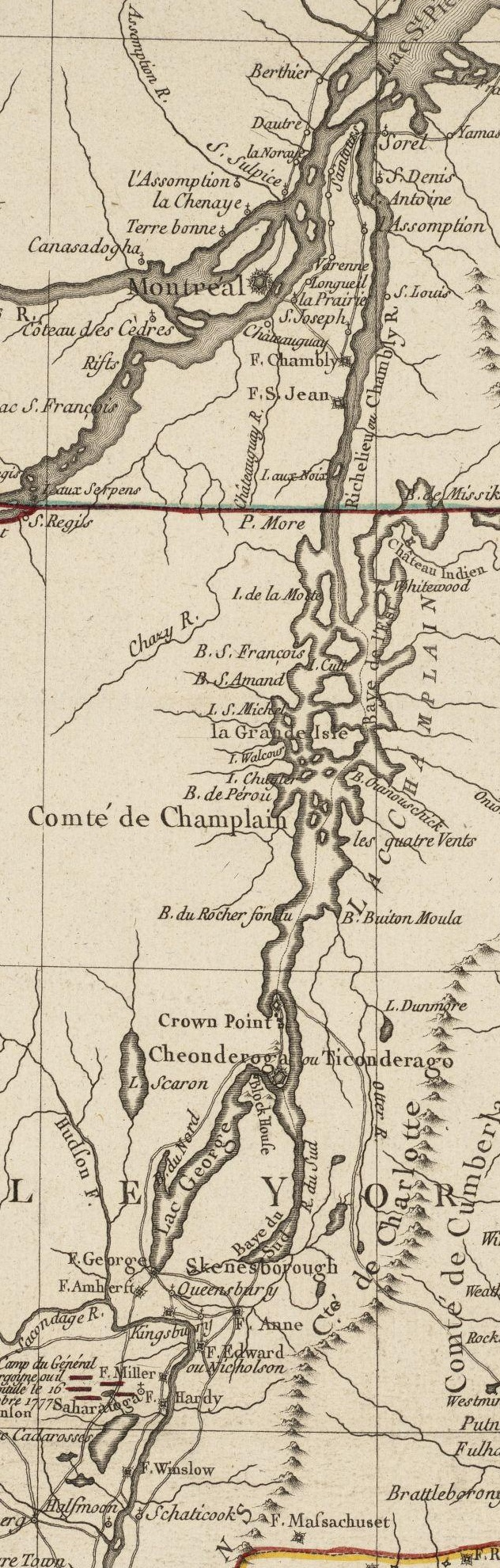
Carte de la vallée du lac Champlain, 1777.

Le Vermont voit son rôle stratégique briller au grand jour lorsqu'éclate en 1756 la guerre de Sept Ans. Les Français descendent la vallée plus au sud, pour aller au devant des Anglais et des bandes iroquoises, jusqu'à la pointe sud du lac Champlain, où ils bâtissent vers 1756 le fort Carillon (appelé aussi Fort Ticonderoga), entouré d'eau sur trois côtés, et sur une moitié du quatrième côté par un marécage. La portion restante a été puissamment fortifiée par de hauts retranchements. Autour du fort se constituent une basse et d'une haute ville, deux hôpitaux, des hangars, tavernes, caves à vin, boulangeries, neuf fourneaux, et baraques pour les soldats. Lors de bataille de Fort Carillon, en 1758, 4 000 Français repoussent victorieusement l'assaut de 16 000 soldats britanniques et prennent le Fort Ticonderoga.
Mais tout doit être rasé lorsque la guerre de Sept Ans tourne à l'avantage des Anglais, face à l'avancée de l'armée britannique, qui s'est déjà emparée au nord de la forteresse française de Louisbourg, au Cap-Breton. Il faut replier des troupes pour défendre Québec. En 1759, Les Britanniques chassent une garnison française symbolique, en occupant une hauteur menaçant le fort. Le 22 juillet 1759, ordre est donné de mettre le feu au fort et à la ville, à la stupéfaction des amérindiens, qui ne pouvaient pas croire que les Français et les Canadiens abandonneraient tout ce qu'ils avaient construit.

## La rivalité entre les colonies de New York et du New Hampshire
Le Vermont fait partie de l'une des treize colonies anglaises, celle de New York. Mais celle du New Hampshire en revendique aussi rapidement la juridiction. Leur rivalité s’intensifie après l’éviction des Français de la région, au terme du traité de Paris de 1763. La densité de population devient importante sur la côte atlantique, amenant les colons britanniques à rechercher des terres vers l’intérieur. C'est l'époque à laquelle la colonisation du Vermont s’accélère avec l’afflux de colons venus de la Colonie du Connecticut, de la Colonie de Rhode Island et des plantations de Providence et de celle du Massachusetts.

## Le gouverneur du New Hampshire fait cadastrer le Vermont
Les frontières n'étant pas clairement établies, Benning Wentworth, gouverneur du New Hampshire, fait cadastrer le territoire allant jusqu'à la rive ouest du lac Champlain. Il succède à son père en 1741 puis lance en 1749, une politique d'annexion des territoires situés au nord dans le futur État du Vermont. Afin d'éviter d'être accusé de favoriser la spéculation, il demandait des preuves que les habitants étaient des cultivateurs, sous la forme de versements en Indian Corn à Portsmouth à Noël de chaque année, à hauteur de un shilling pour 100 acres. Il crée ainsi les « Hampshire Grants » qu’il donne en concession à ses favoris, selon ses détracteurs.
Pendant la guerre de Sept Ans, malgré les protestations de Georges Clinton, gouverneur new-yorkais, Wentworth fait bâtir un avant-poste gardant l'accès au sud du futur État du Vermont, le Fort Wentworth, à la jonction de la Rivière Ammonoosuc supérieure et du fleuve Connecticut, près de l'actuelle Northumberland, New Hampshire, par des soldats du colonel Joseph Blanchard et Robert Rogers.

## La contre-attaque des New-Yorkais

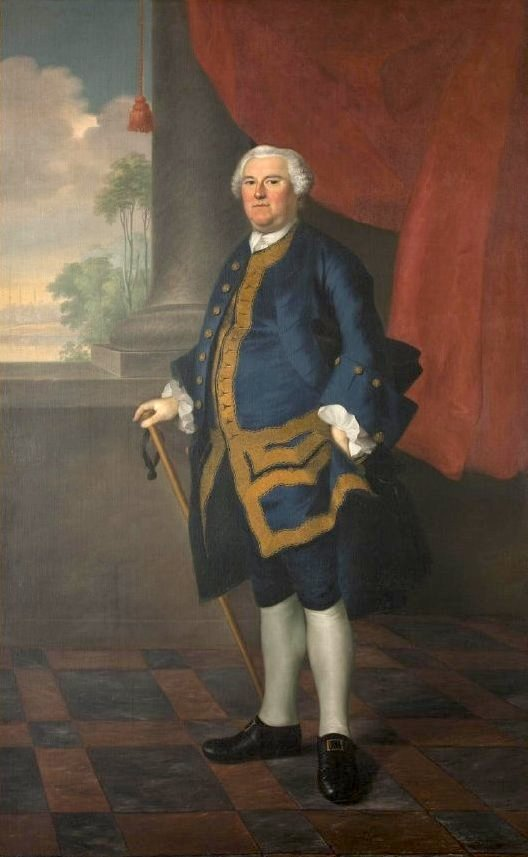
Benning Wentworth, gouverneur du New Hampshire.

En 1764, le Parlement britannique joue son rôle d'arbitre et déclare que la frontière entre les deux colonies est le fleuve Connecticut. Du coup, de nombreux colons des « grants », se retrouvent dans la colonie de New York, où leurs concessions n’ont pas été reconnues. En 1765, les arpenteurs new-yorkais envahissent la région et dressent un nouveau cadastre, exigeant que les colons venus du New Hampshire paient des droits pour légaliser leurs propriétés. La province de New York lance même des procédures d’expulsion en 1770 à l’encontre des concessions accordées par la province du New Hampshire.

## Londres intervient dans la querelle, sans être suivie
En 1767, les colons bénéficiaires des New Hampshire Grants demandent à être exemptés des droits, dans une pétition au roi d'Angleterre. Le monarque décide que New York doit cesser de harceler les colons et ne plus émettre de titres de propriété. Mais New York le défie en envoyant de nouveaux arpenteurs dès 1769, ce qui déclenche une révolte : les arpenteurs new-yorkais sont chassés de la ferme de James Breakenbridge par une soixantaine de colons du Vermont armés de fusils en 1770. Les colons élisent un comité de défense appelé « The Bennington Nine » présidé par Ethan Allen, 32 ans, chasseur, ex-forgeron et vétéran de l'armée coloniale durant la guerre de Sept Ans.

## Les frères Allen créent une milice

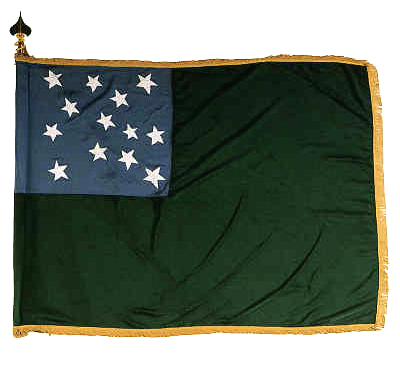
Drapeau des Green Mountain Boys.

Saisie de l'affaire, la Cour Suprême de l'État de New York à Albany refuse de reconnaître la validité des titres de propriété des colons émis par le New Hampshire. Un jugement biaisé, selon ces derniers, car la cour est présidée par Robert Livingston qui possède des titres de propriété émis par New-york. En colère, Ethan Allen et son frère Ira Allen créent une milice d'environ 200 hommes, « The Green Mountain Boys », que les New-yorkais appellent « The Bennington Mob ». car elle s'est réunie à Bennington (principal village des « Grants »).
La milice s'illustrera plus tard, lors de l'invasion du Canada en 1775, en capturant Fort Ticonderoga puis lors des batailles de Hubbardton et Bennington de la guerre d'Indépendance américaine en 1777.Dès 1771, elle repousse sans ménagement les arpenteurs new-yorkais de retour, puis des colons britanniques envoyés par les spéculateurs new-yorkais. Le gouverneur de New York déclare « hors-la-loi » Ethan Allen et ses hommes. Il offre une prime pour leur capture, mais Ethan Allen lui renvoie la politesse. Après une série d'escarmouches, un colon est tué par un shérif new-yorkais.

## Le début de la guerre d'indépendance des États-Unis

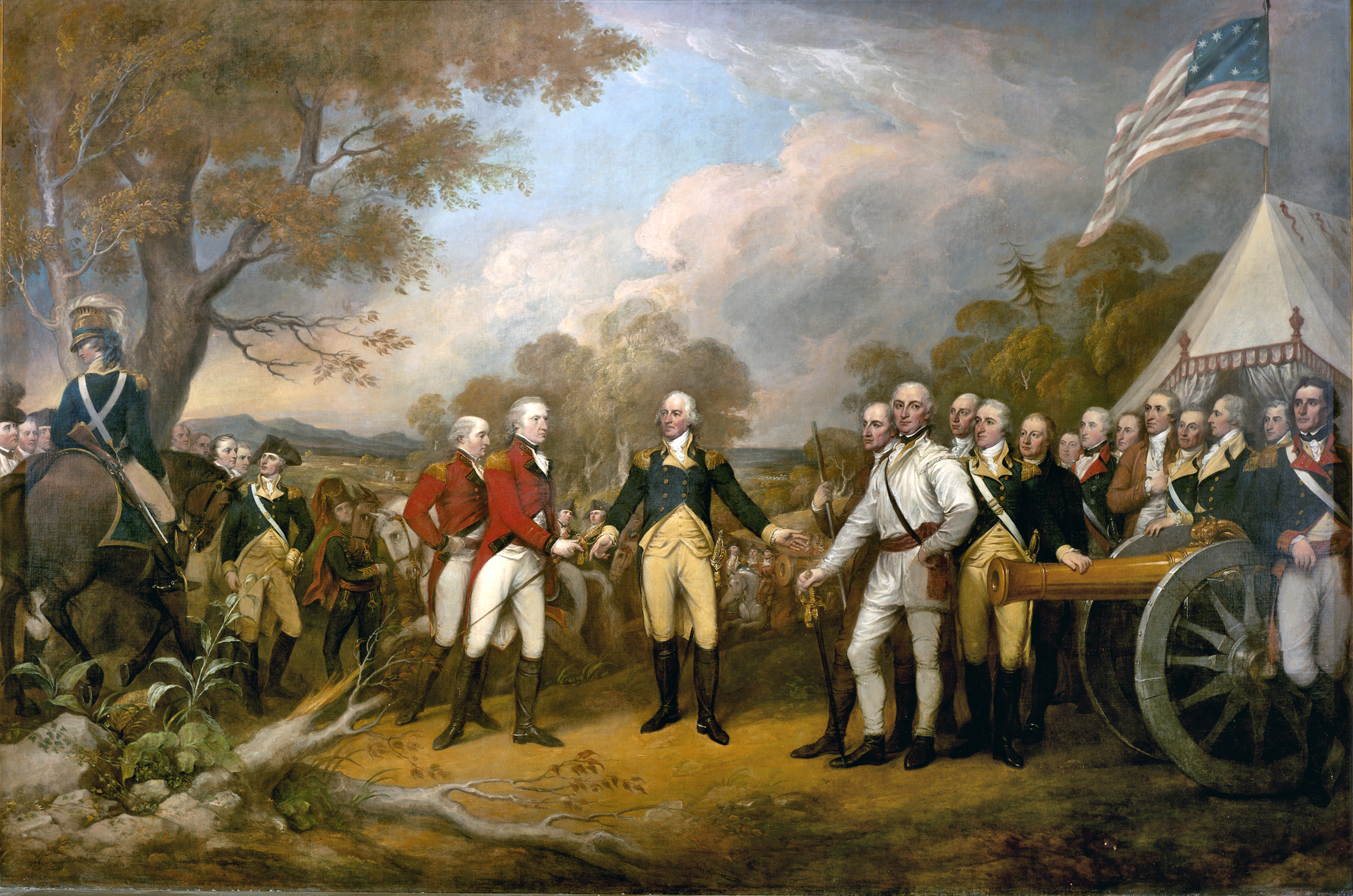
Reddition du général Burgoyne à Saratoga, le 17 octobre 1777. Peinture de John Trumbull, 1822.

Peu après éclate la guerre d'indépendance des États-Unis : toute la Nouvelle-Angleterre se lève contre la Couronne britannique, lors des batailles de Lexington et Concord. Les colons de l’arrière-pays y sont représentés, comme ils l'étaient dans l’agitation révolutionnaire qui sévit depuis la fin de la guerre de Sept Ans.
En mai 1775, pendant la guerre d'indépendance des États-Unis, la milice des Green Mountain Boys et quelques autres groupes s'emparent du fort Ticonderoga au cours d'une attaque surprise conduite par Ethan Allen et Benedict Arnold. Les canons capturés sont transportés à Boston, où leur déploiement permet la prise de la ville par les patriotes en mars 1776. Les colons du Vermont expulsent dans la foulée les forces loyalistes du Vermont et marquent deux points : ils ont pris le contrôle de la situation avant l'arrivée des forces du nouveau Congrès des États-Unis, où sont représentés leurs anciens ennemis de New York. Et ils verrouillent un lieu stratégique sur les routes commerciales entre le bassin de l'Hudson, contrôlé par les Britanniques, et le bassin du Saint-Laurent, contrôlé par les Français. Surnommé « la clef du continent ».
Les Américains tiennent le fort jusqu'en juin 1777, lorsque le général britannique John Burgoyne occupe à nouveau les hauteurs entourant le fort, contraignant l'Armée continentale à évacuer Ticonderoga et ses défenses. La seule attaque directe du fort a eu lieu en octobre 1777, lorsque John Brown, à la tête de 500 Américains, tente de s'en emparer, face à cent défenseurs.
Burgoyne est surtout connu pour son rôle dans la guerre d'indépendance des États-Unis. Envoyé pour commander les forces britanniques à Albany et mettre fin à la rébellion, le général Burgoyne est encerclé par l'armée américaine et battu par deux fois à Saratoga, le 19 septembre puis le 7 octobre 1777. Dix jours plus tard, il capitule et obtient le rapatriement de son armée en Grande-Bretagne.

## Le Vermont a une population très modeste à l'indépendance
Avec seulement quelques dizaines de milliers d'habitants en 1780, en pleine guerre d'indépendance des États-Unis d'Amérique, le Vermont n'est que la quatorzième des colonies américaines par la population. Trente ans auparavant, elle n'existait pas encore, avec aucun peuplement significatif. En 1790, l'Amérique est encore très rurale, car les cinq premières agglomérations, dont les deux principales, Philadelphie et Boston, ne représentent que 136 000 habitants, soit seulement 5,5 % de la population. Vers 1750, la population de Philadelphie avait dépassé celle de Boston.
À partir de 1790 ont lieu les premiers recensements par ville et par états, au moment d'une polémique nationale sur l'opportunité d'étendre la colonisation à l'ouest. Il est alors décidé que le seuil de 60 000 habitants doit être atteint avant de créer un nouvel État
. Après 1750, l'accroissement naturel correspond à 95 % de la croissance démographique des colonies d'Amérique. Le taux de mortalité y est de 25 % contre 35 % à 40 % en Europe, sans que les causes exactes puissent être identifiées, les historiens évoquant un meilleur chauffage, meilleure alimentation et plus grande immunisation contre les épidémies car l'habitat est plus dispersé.
| Année            | Population en 1750 | Population en 1780 | Position en 1780 |
| Virginie         | 180 000            | 538 000            | 1er en 1780      |
| Pennsylvanie     | 85 000             | 327 000            | 2e en 1780       |
| Caroline du Nord | 51 000             | 270 000            | 3e en 1780       |
| Massachusetts    | 188 000            | 260 000            | 4e en 1780       |
| Maryland         | 116 000            | 245 000            | 5e en 1780       |
| New York         | 76 000             | 210 000            | 6e en 1780       |
| Connecticut      | 111 000            | 206 000            | 7e en 1780       |
| Caroline du Sud  | 45 000             | 180 000            | 8e en 1780       |
| New Jersey       | 51 000             | 139 000            | 9e en 1780       |
| New Hampshire    | 27 000             | 87 000             | 10e en 1780      |
| Géorgie          | 5 200              | 56 000             | 11e en 1780      |
| Rhode Island     | 33 000             | 52 000             | 12e en 1780      |
| Maine            | 0                  | 49 000             | 13e en 1780      |
| Vermont          | 0                  | 47 000             | 14e en 1780      |
| Delaware         | 19 000             | 45 000             | 15e en 1780      |
| Kentucky         | 0                  | 45 000             | 16e en 1780      |
| Tennessee        | 0                  | 10 000             | 17e en 1780      |

## Le Connecticut et le Vermont proclament leur indépendance
Westminster (Vermont) accueille une première convention, en 1777, qui fait office de gouvernement provisoire et proclame l’indépendance du « New Connecticut », puis une seconde en juillet, qui fonde le nouvel État du « Vermont », pays de montagnes couvertes d'arbres aux feuilles persistantes. Thomas Chittenden en est élu président lors des premières élections, en 1778, mais trois frères, Heman, Ira et Ethan Allen contrôlent le nouveau gouvernement. Un quatrième, Levi, est resté fidèle à la Couronne britannique.
L'État du Vermont subit très vite quelques rébellions de colons new-yorkais « pro-américains », car l'’État de New York refuse de reconnaître, mais aussi des incursions d’Indiens alliés aux Britanniques, car la guerre d'indépendance des États-Unis ne fait que commencer.

## L'expulsion des colons du New Hampshire et les offres britanniques

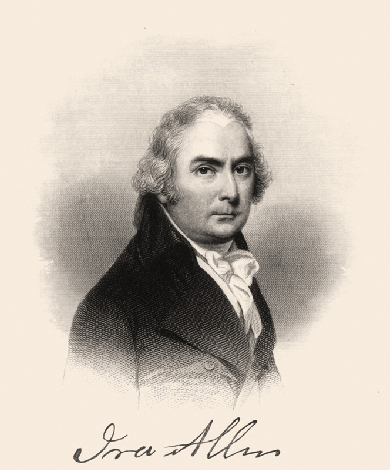
Ira Allen principal négociateur de la république du Vermont.

En 1779, le Vermont expulse une partie des colons venus du New Hampshire, qui créent un gouvernement parallèle. La même année, les Britanniques font des offres de paix au Vermont, en espérant le séparer des États-Unis. Ira et Ethan Allen, les négociateurs vermontois, se voient promettre un statut de « province séparée », dotée d'une armée autonome et de la liberté de commerce avec la Province de Québec (qui inclut alors l'ensemble du futur Canada et ex-Nouvelle-France), et bien sûr la reconnaissance des titres de propriétés des colons. En échange, les Britanniques exigent l'appui militaire du Vermont.
Ethan Allen refuse de s’y engager. Le président du Vermont Thomas Chittenden écrit au Congrès des États-Unis que son État était « at liberty to accept terms of cessation of hostilities with Great Britain without the approbation of any other man or body of men. ». Il propose au Connecticut et à New York une alliance plus étroite contre les Britanniques, en échange d’un abandon par New York de ses prétentions sur le territoire vermontois.

## La création du14eÉtat de l'Union
En 1781, les Britanniques tentent sans succès de reprendre Fort Ticonderoga. Un sergent britannique est tué par les Green Mountain Boys, ce qui fait avorter les négociations. Finalement, le traité de Paris, de 1783 met fin à la guerre et déclare le Vermont comme partie des nouveaux États-Unis, que les Britanniques doivent évacuer. Malgré l'opposition du clan Allen, un mouvement se dessine en faveur de l’adhésion aux États-Unis . En 1789, une commission mixte « New-York/Vermont » règle la question des frontières. New York abandonne ses revendications et le Vermont paie 30 000 dollars. Il devient en 1791, le 14e État de l'Union, le premier à s'ajouter aux 13 fondateurs.